# LKKA-Kaunas
Le LKKA-Kaunas est un club lituanien féminin de basket-ball appartenant, en 2005-06, à la Ligue lituanienne féminine (Lietuvos Moterų Krepšinio Lyga), soit le plus haut niveau du championnat lituanien. Le club est basé dans la ville de Kaunas.